# Goera pugnio
Goera pugnio är en nattsländeart som beskrevs av Georg Ulmer 1951. Goera pugnio ingår i släktet Goera och familjen grusrörsnattsländor. Inga underarter finns listade i Catalogue of Life.